# John Y. Brown (1900–1985)
John Young Brown, född 1 februari 1900 i Union County, Kentucky, död 16 juni 1985 i Louisville, Kentucky, var en amerikansk demokratisk politiker. Han var ledamot av USA:s representanthus 1933–1935.
Brown utexaminerades 1921 från Centre College och avlade sedan 1926 sin juristexamen vid University of Kentucky. Han var verksam som advokat och som jordbrukare. År 1932 var han talman i Kentuckys representanthus. I kongressvalet 1932 blev han invald i USA:s representanthus men nominerades inte för omval år 1934.
Brown kandiderade utan framgång i demokraternas primärval inför senatsvalet 1960. Sonen John Y. Brown, Jr. var guvernör i Kentucky 1979–1983.